# Owain Doull
Owain Doull, född den 2 maj 1993 i Cardiff, är en brittisk tävlingscyklist.
Han tog OS-guld i lagförföljelse i samband med de olympiska tävlingarna i cykelsport 2016 i Rio de Janeiro.